# Luciana Genro
Luciana Krebs Genro (Santa Maria, 17 de janeiro de 1971) é uma advogada e política brasileira. Atualmente 
é deputada estadual pelo Rio Grande do Sul e foi fundadora do Partido Socialismo e Liberdade (PSOL), partido pelo qual disputou à presidência da República nas eleições de 2014.
Iniciou sua trajetória política no movimento estudantil de Porto Alegre e compunha a Convergência Socialista, à época corrente interna do Partido dos Trabalhadores (PT). Foi eleita em 1994, aos 23 anos, para seu primeiro mandato como deputada estadual e reeleita em 1998 com o dobro da votação anterior. Na Assembleia Legislativa se destacou por denunciar a corrupção na Corsan, quando dirigida por Berfran Rosado, e por defender diversos processos de lutas de professores, estudantes, trabalhadores e outros movimentos sociais. Em 2002, foi eleita pela primeira vez deputada federal por seu estado, nas mesmas eleições em que Luiz Inácio Lula da Silva subiu à Presidência da República. Logo no início do governo teve discordâncias com as políticas do PT após chegar ao poder, particularmente com a proposta do governo de reforma da previdência dos servidores federais em 2003 e foi expulsa junta de outros deputados.
Iniciou, com Heloísa Helena e outros deputados dissidentes, o processo de fundação do PSOL, consolidado em 2005. No ano seguinte foi reeleita deputada federal, já pelo novo partido. Em seus dois mandatos na Câmara dos Deputados, dedicou-se especialmente a projetos de lei na área econômica, como a regulamentação do imposto sobre grandes fortunas. Em 2008, candidatou-se à Prefeitura de Porto Alegre e ficou em quarto lugar, com 9% dos votos.
Foi a candidata do seu partido à Presidência da República nas eleições de 2014. Em sua campanha, Luciana defendeu um programa de profunda reforma dos sistemas econômico e político, a reforma agrária, os direitos e liberdades civis, dentre outros. Terminou a disputa em 4º lugar, com mais de 1,6 milhões de votos. Em 2016, foi novamente candidata à prefeitura de Porto Alegre. Ela confirmou o interesse na disputa após seu nome aparecer em primeiro lugar numa pesquisa que mede intenções de votos. No entanto, terminou a disputa em 5° lugar, com 12% dos votos válidos.
Em 2018, foi eleita para seu terceiro mandato como deputada estadual do Rio Grande do Sul. Assumiu o cargo no início de 2019.

## Biografia
Luciana Genro é filha de Sandra Krebs Genro, médica, e Tarso Genro, advogado e político, ex-governador do estado e dirigente nacional do Partido dos Trabalhadores (PT). Apesar das divergências políticas, Luciana e Tarso mantém normalmente relações de pai e filha. Os primeiros anos da sua vida Luciana passou na companhia da sua mãe, já que Tarso teve de se exilar na cidade uruguaia de Rivera, na fronteira com o Brasil, para escapar da ditadura. É também neta de Adelmo Simas Genro, que foi membro do antigo Partido Trabalhista Brasileiro e expurgado pela ditadura militar, e sobrinha de Adelmo Genro Filho, jornalista também falecido.
Luciana tem um filho, Fernando Marcel Genro Robaina, nascido em 1988. Fernando é filho de Roberto Robaina, também dirigente do PSOL, com quem Luciana morou junto por três anos. Casou-se em 1997 com o jornalista Sérgio Bueno.

## Carreira política

### Início da militância política
Luciana iniciou sua trajetória política em 1985, aos 14 anos, no Colégio Estadual Júlio de Castilhos, em Porto Alegre, quando entrou no movimento estudantil. Foi a partir deste momento que passou a ter contato com as mais diversas correntes internas do Partido dos Trabalhadores, organização a qual seu pai era filiado. Ainda que a convivência com a política tenha começado dentro de casa, Luciana sempre teve importantes divergências políticas com Tarso inclusive depois de também ingressar nas fileiras do PT. Foi também no Colégio Julinho que Luciana conheceu Roberto Robaina, seu parceiro político desde aquela época e com quem Luciana teve seu filho, Fernando. Ambos seguem na mesma organização, o Movimento Esquerda Socialista, tendência interna do PSOL.

### Deputada estadual no Rio Grande do Sul
Em 1994, Luciana Genro participou e venceu sua primeira eleição para o cargo de deputada estadual do Rio Grande do Sul. Foi eleita aos 23 anos em um período de ascensão da juventude, depois do importante movimento Fora Collor.
Seu primeiro mandato foi marcado pelas denúncias que ela fez revelando um esquema de corrupção na CORSAN, a Companhia de Saneamento do Estado. As denúncias apontavam uma compra superfaturada de canos por parte da companhia e envolviam diretamente Berfran Rosado, presidente da CORSAN naquela ocasião. Alguns anos depois, as denúncias foram comprovadas.

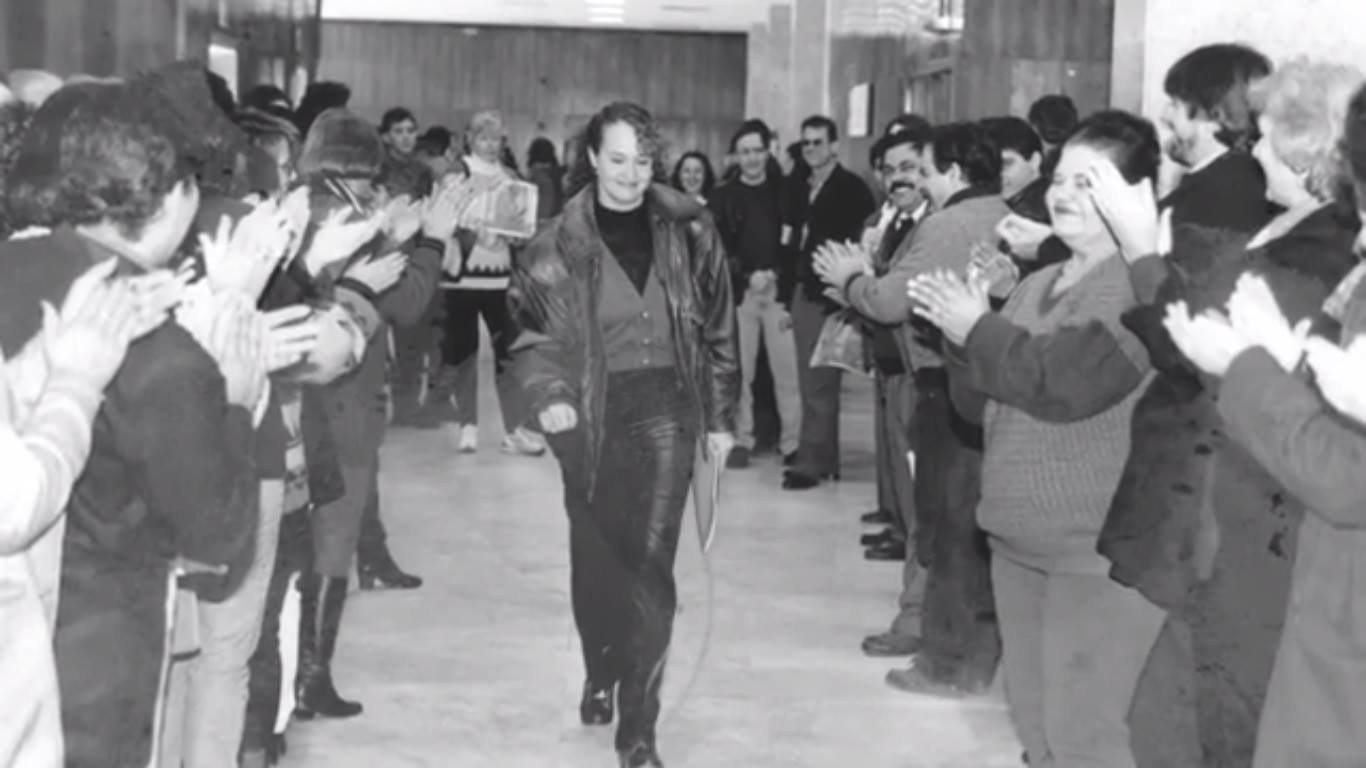
Luciana Genro em seu primeiro mandato como Deputada Estadual

Durante o governo Britto, uma série de projetos de privatização foram encaminhados para a Assembleia Legislativa. Em 1997, o governador havia enviado para o Palácio Farroupilha um projeto que acabava com a CRT (empresa de Telecomunicações). Houve uma ocupação da Assembleia Legislativa por sindicalistas e policiais militares, que naquele momento estavam em greve. Luciana foi uma grande entusiasta daquele movimento e Robaina, seu chefe de gabinete na época, foi o único condenado pela ocupação da Assembleia. A venda da CRT aconteceu ainda durante a ocupação, já que os deputados se reuniram em outro plenário e votaram o projeto.
Em 1999 foi eleito o primeiro governo do PT no Rio Grande do Sul. Luciana foi reeleita com o dobro da sua votação anterior. Neste período aconteceu uma longa greve do magistério. Concomitantemente entrou em pauta na Assembleia Legislativa uma reivindicação dos grevistas: o fim da sobreposição de níveis na carreira do magistério. O governo Olívio, contrário a essa proposta, orientou o partido a rejeitar o projeto. A bancada do PT reunida decidiu por maioria acatar a posição do governo e votar contra o projeto. Luciana se rebelou, votou a favor do fim da sobreposição de níveis acatando o pedido do Sindicato. Punida por um mês sem direito de falar em nome do partido, foi obrigada a sair da vice-presidência da comissão de educação, que ocupava em nome do PT.

### Mandato de deputada federal e o rompimento com o PT
Em 2002, foi eleita deputada federal pelo Partido dos Trabalhadores (PT). No entanto, Luciana já mantinha importantes desacordos com a maioria dos membros do partido, em especial a partir da publicação da Carta ao povo Brasileiro, apresentada em 2003. Isto seguido da indicação Henrique Meirelles à presidência do Banco Central e da indicação de Sarney à presidência do Senado fez com que Luciana e ala dita “radical” do partido entrassem em choque com o governo petista.
O ápice deste confronto foi quando o governo federal mandou a proposta de Reforma da Previdência e orientou sua bancada na Câmara dos Deputados a votar pela aprovação do projeto. Por entenderem que o projeto tiraria direitos dos servidores públicos por instituir a cobrança de contribuição dos já aposentados, Luciana Genro, Heloísa Helena, Babá e João Fontes votaram contra o projeto e por isso foram expulsos do PT numa reunião do diretório nacional.

### Fundação do Partido Socialismo e Liberdade

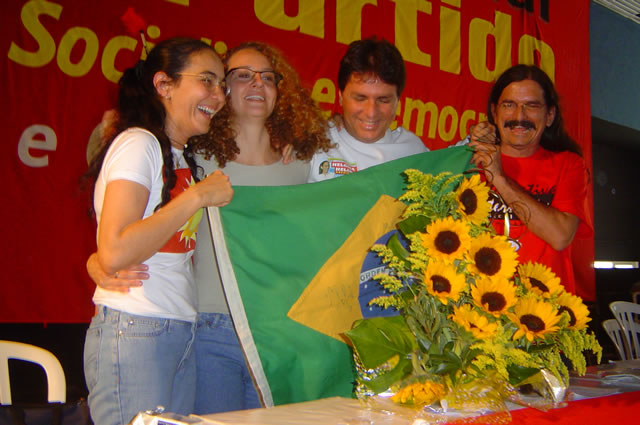
Heloísa Helena, Luciana Genro, João Fontes e Babá.

Desde os momentos que perceberam que seriam expulsos do Partido dos Trabalhadores (PT), os quatro deputados começaram um movimento para fundar um novo partido. A primeira reunião deste movimento aconteceu no Rio de Janeiro, contando com a presença de muitos intelectuais e vários ativistas do movimento sindical, estudantil e popular. Posteriormente, estiveram em quase todas as capitais do país discutindo a criação do novo partido. No final de 2004, iniciou-se o processo de coleta de assinaturas, submetidos a uma nova lei que exigia que fossem coletadas meio milhão de assinaturas para criar um novo partido. Em setembro de 2005 foi concedido o registro legal ao Partido Socialismo e Liberdade (PSOL).
Em outubro de 2006, Luciana Genro foi reeleita deputada federal pelo Rio Grande do Sul, dessa vez concorrendo pelo PSOL. Obteve 185.031 votos, sendo a deputada mais votada na capital, Porto Alegre, e a quarta mais votada no estado.

### Atuação na Câmara dos Deputados
Além dos embates com o Governo Lula, Luciana apresentou na Câmara dos Deputados do Brasil diversos projetos de lei. Um deles, que espera aprovação no Senado Federal, é o projeto para que bancos paguem os impostos sobre operações de leasing no local onde estão instalados e não onde está sua matriz.
Outro projeto que foi carro-chefe do mandato da ex-deputada, e que foi aprovado na Comissão de Constituição e Justiça da Câmara, regulamenta impostos sobre as grandes fortunas. A Constituição brasileira de 1988 criou esse imposto, mas, por não haver uma regulamentação, ele nunca foi cobrado.
Luciana participou também, como membro titular, da Comissão da Reforma Tributária onde apresentou diversos projetos de mudança da estrutura da tributação no Brasil.
Foi membro titular da CPI do Sistema de Tráfego Aéreo (CPI do Apagão Aéreo), que assistiu em meio ao seu funcionamento a tragédia do acidente com o avião da TAM, a queda do avião da GOL e uma inédita paralisação dos controladores de voo quando a CPI foi instalada. Na comissão, Luciana apresentou um relatório paralelo ao do Deputado Marco Maia, então relator da CPI. Nele a deputada incorporou as questões trazidas pelos controladores de voo, pelos familiares das vítimas dos acidentes e demonstrou que o relatório oficial estava protegendo as autoridades, o comando da Aeronáutica e da Infraero e serviu de base jurídica para a luta que os familiares dos mortos no acidente da TAM travam na justiça para buscar indenizações, mas principalmente a punição dos responsáveis por aquela tragédia. Por este motivo, Luciana Genro foi homenageada pela associação dos familiares das vítimas do acidente da TAM e ficou conhecida como a “madrinha” dos controladores de voo.

### O Escândalo do Mensalão e o combate à corrupção

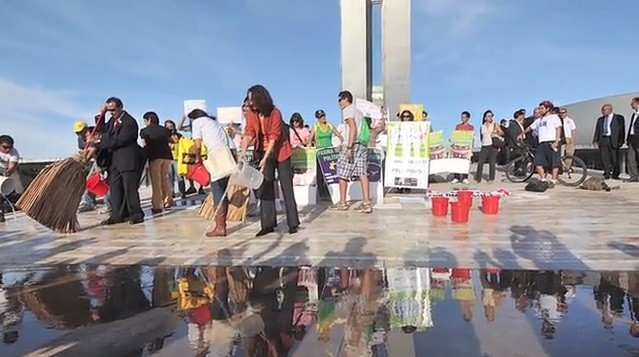
Luciana lavando o Congresso Nacional durante o escândalo do Mensalão em 2005

Em 2005, denúncias de corrupção que envolviam diretamente o PT tomaram os noticiários nacionais. O chamado Escândalo do Mensalão tomou centro no debate público daquele ano. O Conselho de Ética da Câmara dos Deputados julgou grande parte dos envolvidos e seus pedidos de cassação foram encaminhados para o plenário. Luciana afirmava que fazia questão de ir à tribuna em todos os episódios e abrir seu voto pela cassação de todos os envolvidos.
Com este novo fato, novas levas de petistas romperam com o partido e se juntaram ao PSOL. Em 2009, o PSOL abriu uma representação na Câmara do Senado contra Sarney e Renan Calheiros.

## Desempenho em eleições
| Ano  | Eleição                        | Cargo             | Partido | Votos     | %      | Resultado  | Ref    |
| ---- | ------------------------------ | ----------------- | ------- | --------- | ------ | ---------- | ------ |
| 1994 | Estaduais no Rio Grande do Sul | Deputada Estadual | PT      | 17.256    | 0,44%  | Eleita     | [ 28 ] |
| 1998 | Estaduais no Rio Grande do Sul | Deputada Estadual | PT      | 36.665    | 0,73%  | Eleita     | [ 29 ] |
| 2002 | Estaduais no Rio Grande do Sul | Deputada Federal  | PT      | 99.629    | 1,69%  | Eleita     | [ 30 ] |
| 2006 | Estaduais no Rio Grande do Sul | Deputada Federal  | PSOL    | 185.071   | 3,10%  | Eleita     | [ 31 ] |
| 2008 | Municipal de Porto Alegre      | Prefeita          | PSOL    | 72.863    | 9,22%  | Não eleita | [ 32 ] |
| 2010 | Estaduais no Rio Grande do Sul | Deputada Federal  | PSOL    | 129.501   | 2,34%  | Não eleita | [ 33 ] |
| 2014 | Presidencial no Brasil         | Presidente        | PSOL    | 1.612.186 | 1,55%  | Não eleita | [ 34 ] |
| 2016 | Municipal de Porto Alegre      | Prefeita          | PSOL    | 86.352    | 12,06% | Não eleita | [ 35 ] |
| 2018 | Estaduais no Rio Grande do Sul | Deputada Estadual | PSOL    | 73.865    | 1,28%  | Eleita     | [ 36 ] |
| 2022 | Estaduais no Rio Grande do Sul | Deputada Estadual | PSOL    | 111.126   | 1,180% | Eleita     | [ 37 ] |

### Eleições de 2008
Em 2008, Luciana Genro foi candidata à prefeitura de Porto Alegre. Recebeu 72.863 votos (9,22% dos votos válidos), ficando em 4º lugar. O PSOL elegeu na capital do Rio Grande do Sul dois vereadores em sua primeira eleição municipal. Pedro Ruas foi o segundo mais votado, com Fernanda Melchionna também sendo eleita pela primeira vez à Câmara de Vereadores de Porto Alegre.

### Eleições de 2010

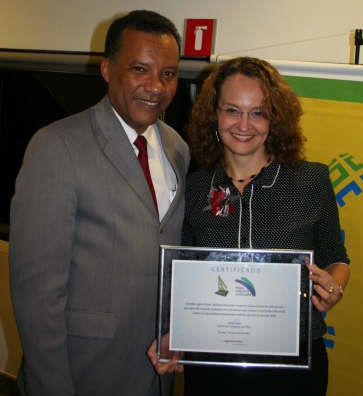
Recebendo o Prêmio Congresso em Foco de Melhor deputada federal. De terno, o jornalista Heraldo Pereira.

Em 2010, Luciana não conseguiu eleger-se para um novo mandato de deputada federal pelo Rio Grande do Sul, devido ao coeficiente eleitoral, apesar de sua expressiva votação de 129.501 votos. Foi a oitava pessoa mais votada no Rio Grande do Sul e a segunda mais votada em Porto Alegre. Por seu pai ter sido eleito governador, ficou inelegível para qualquer cargo no Rio Grande do Sul até o ano de 2014.
Já no final de 2010, o diretório do PSOL no Rio Grande do Sul iniciou uma campanha pelos direitos políticos da deputada. Foi um movimento político e jurídico para que Luciana pudesse ter direito de candidatura assegurado. A campanha contou com o apoio de personalidades dos mais diversos partidos que alegavam autonomia da deputada em relação à carreira política de seu pai. Outro argumento mobilizado era que o PSOL não fazia parte sequer do arco de alianças do Governo do Estado do Rio Grande do Sul. No entanto, a decisão judicial da inelegibilidade de Luciana para cargos públicos gaúchos foi mantida.

#### Fora Yeda
A pedido da então deputada federal Luciana Genro, o PSOL já havia protocolado pedido de impeachment contra a governadora Yeda Crusius (PSDB/RS), em junho de 2008, diante das denúncias de sua participação na fraude do Detran e da compra de sua mansão, por valor muito inferior ao que a residência era avaliada – e ainda assim superior aos rendimentos da então governadora eleita e seu marido, o professor universitário Carlos Crusius. O requerimento do partido foi arquivado pelo ex-presidente da Assembleia, Alceu Moreira, da situação. Recurso pela sua reabertura tramitou na Comissão de Constituição e Justiça da Casa. O fato levou a público, de acordo com o partido, a existência de provas cabais da participação de Yeda em esquemas de corrupção, posteriormente confirmada pelo Ministério Público Federal. O partido também realizou uma campanha de abaixo-assinado, que coletou milhares de assinaturas em defesa da apreciação do impeachment da governadora pela Casa.
A mobilização levou o presidente da Assembleia Legislativa do Rio Grande do Sul, Ivar Pavan, a acatar o pedido de impeachment da governadora Yeda Crusius feito pelo Fórum dos Servidores Públicos Estaduais do RS, alegando crime de responsabilidade enquadrado na Lei Federal nº 1.079/50, artigo 9º, nos itens 3, 4, 6 e 7 O pedido foi arquivado pelo plenário da assembleia legislativa.

### Eleições de 2014

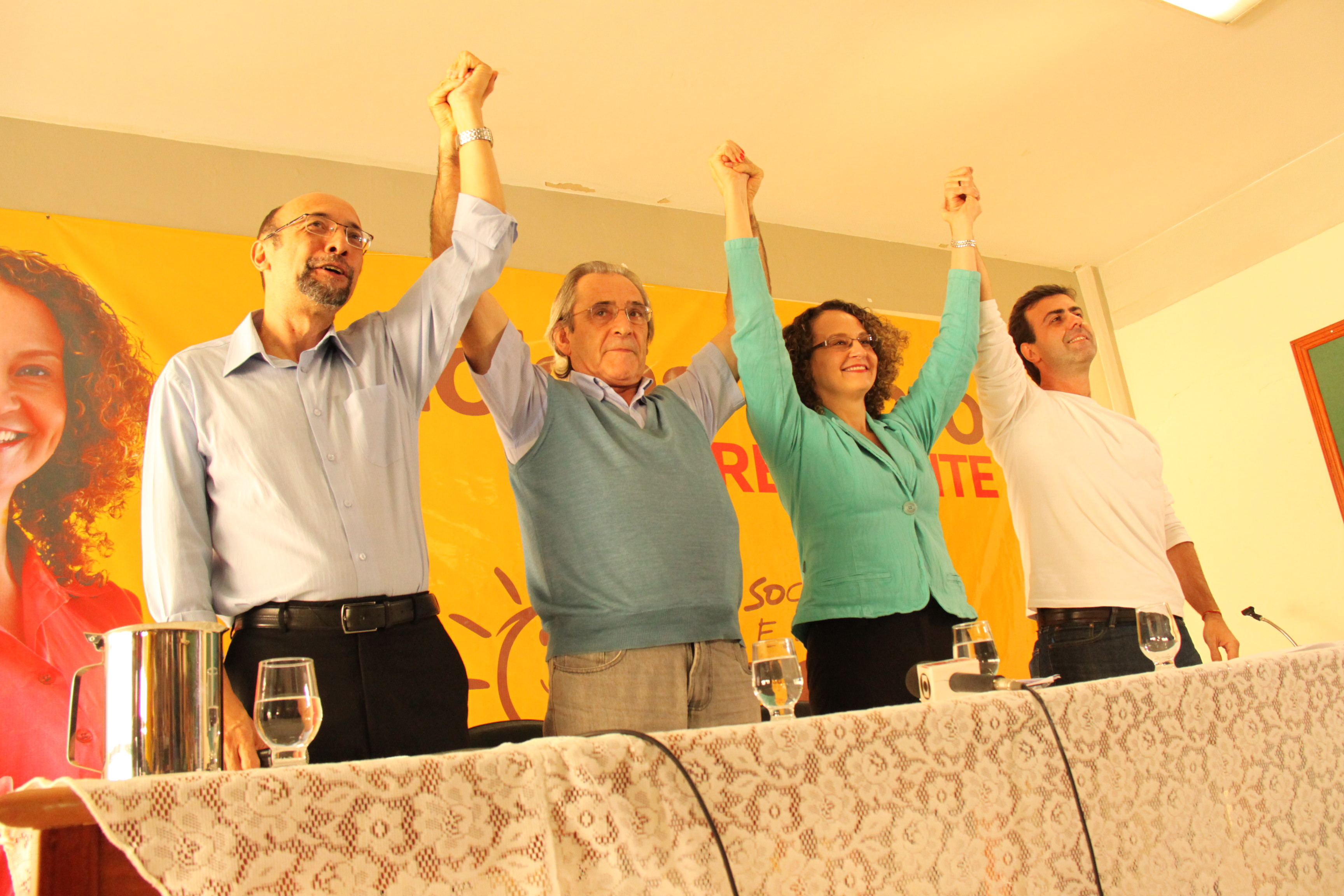
Convenção Eleitoral do PSOL 2014 - Luiz Araújo, Jorge Paz, Luciana Genro e Marcelo Freixo

O PSOL decidiu, em convenção realizada no dia 22 de junho de 2014, lançar Luciana Genro, como candidata do partido para a Presidência da República na eleição presidencial em 2014. O partido lançou também o nome de Jorge Paz, membro da diretoria paulista do PSOL, para concorrer como vice-presidente na chapa de Luciana.
Entre suas propostas apresentadas em campanha estavam a auditoria da dívida pública e a reforma do sistema tributário, além de temas considerados polêmicos e evitados pelos principais candidatos, tais como: descriminalização da maconha, garantia dos Direitos LGBT e legalização do aborto como política pública de saúde. Dispôs de 51 segundos na propaganda eleitoral gratuita de rádio e televisão. Depois de ganhar o apoio de vários jovens do Brasil, acabou ficando em 4º lugar, com 1,55% dos votos.

### Eleições de 2016
Logo após conquistar a quarta colocação na Eleição presidencial no Brasil em 2014, Luciana Genro anunciou suas intenções em concorrer à Prefeitura de Porto Alegre em 2016 pelo Partido Socialismo e Liberdade (PSOL). Com a desistência de Manuela d'Ávila, Luciana lidera as pesquisas de intenção de voto. A pesquisa também realizou diversas simulações de segundo turno. Em uma possível disputa entre Luciana Genro e Raul Pont, a pré-candidata do PSOL alcança 31,0%, contra 22,3% do petista. No embate entre Luciana Genro e Sebastião Melo, ela aparece com 30,3%, enquanto o peemedebista, que é o atual vice-prefeito da capital gaúcha, fica com 26,7% das intenções de voto. Já no confronto de Luciana Genro com Vieira da Cunha, a pré-candidata do PSOL tem 30,8% das intenções de voto, enquanto o aspirante do PDT fica com 25,5%. Em fevereiro de 2016, a ex-deputada federal Luciana Genro anunciou que seria candidata pelo Partido Socialismo e Liberdade ao governo de Porto Alegre. Posteriormente, o PSOL anunciou que tentaria formar uma frente de esquerda para apoiar Luciana, que poderia contar com a participação do Partido Pátria Livre, Partido Comunista Brasileiro e Partido Socialista dos Trabalhadores Unificado. No entanto, apesar da liderança nas pesquisas, Luciana termina a disputa em 5° lugar, orientando seu partido e militantes a votarem nulo no segundo turno.

### Eleições de 2018
Foi pré-candidata à presidência da república nas eleições presidenciais de 2018, segundo indicação do PSOL do Rio Grande do Sul. No entanto, a chapa presidencial oficializada pelo partido englobou Guilherme Boulos e Sônia Guajajara. Em março de 2018, Luciana Genro anunciou sua pré-candidatura à Assembleia Legislativa do Rio Grande do Sul. O PSOL gaúcho lançou o nome do vereador de Porto Alegre, Roberto Robaina (ex-marido de Luciana Genro) como pré-candidato ao governo do estado. Luciana foi eleita deputada estadual com 73.865 votos, sendo a sexta maior votação para o pleito no estado e a maior votação na capital Porto Alegre.

### Acusações de peculato
Em um episódio que ficou conhecido como "A Farra das Passagens" em 2009, no qual deputados federais utilizavam verba parlamentar para compra de passagens aéreas para parentes, Luciana Genro foi denunciada pelo MPF pelo crime de peculato, juntamente com outros 71 ex-parlamentares, pela compra, segundo o MPF, de 233 passagens aéreas, totalizando R$ 197.166,26. Em sua defesa, alega que a compra das passagens "foi totalmente dentro da lei e da moralidade" e que vai "colaborar com todas as investigações". O processo foi extinto, devido à expectativa de prescrição que, segundo o juiz que julgou o caso, ocorreria quando o processo chegasse ao final. O MPF recorreu da decisão.

## Carreira jurídica

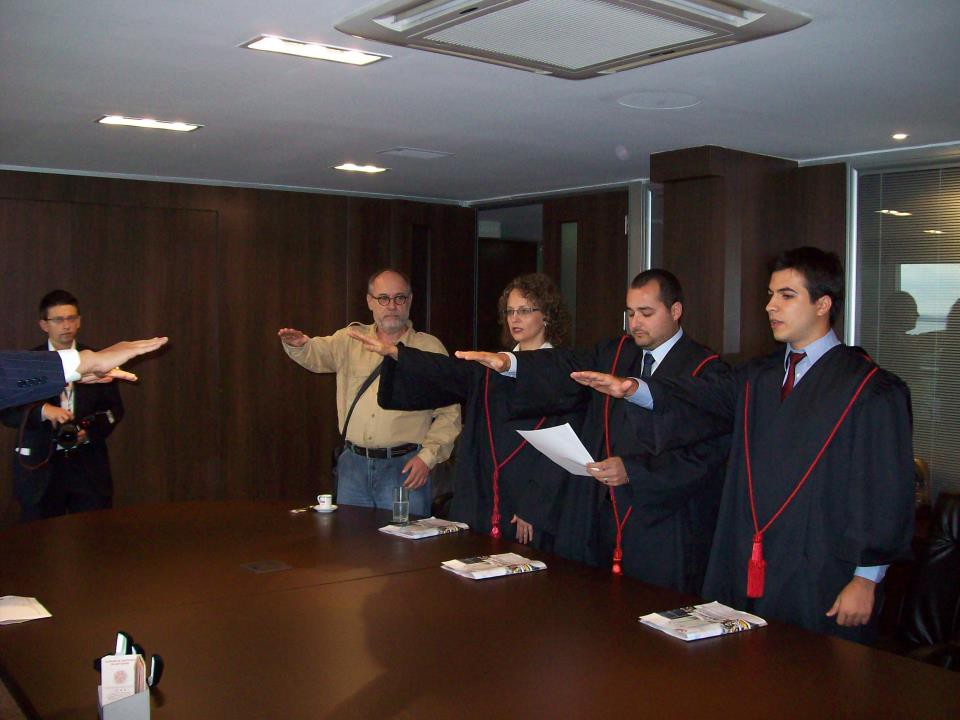
Fazendo o juramento da Ordem dos Advogados do Brasil

Luciana Genro estudou Direito na Pontifícia Universidade Católica do Rio Grande do Sul (PUC-RS) de 1988 a 1990, curso que não chegou a concluir. Também chegou a estudar Letras na Universidade Federal do Rio Grande do Sul (UFRGS) e foi professora de inglês de 1988 a 1994.
Após retomar estudos na área, formou-se em direito na Universidade do Vale do Rio dos Sinos (UNISINOS), em 2011, e lançou o livro "Direitos Humanos - O Brasil no banco dos réus", somando-se à corrente jurídica que defende que a Lei de Anistia não pode ser um obstáculo para que os agentes públicos acusados de crimes de tortura, assassinato e desaparecimento político durante a ditadura militar continuem impunes.
Em 2017, obteve o título de mestra em Filosofia do Direito pela Faculdade de Direito da Universidade de São Paulo (USP), com a dissertação Luta política e forma jurídica: Horizontes de transição, sob orientação do professor Alysson Mascaro.
Atua nas áreas do Direito Previdenciário e Direito Penal no escritório Genro & Genro Advocacia dos Direitos Constitucionais, em Porto Alegre.